# Pyrinia callioparia
Pyrinia callioparia là một loài bướm đêm trong họ Geometridae.